# Кларисса и Флоран
«Клари́сса и Флора́н» (фр. Clarisse et Florent) — французская эпическая поэма XIII века из цикла о Гуоне Бордоском. Героиней поэмы является дочь Гуона Кларисса.
Написана десятисложным ассонансированным стихом, насчитывает 2702 строки. Текст сохранился в единственной рукописи.

## Содержание
К Клариссе сватаются короли Англии и Венгрии, но она отдаёт предпочтение Флорану, сыну короля Гарена Арагонского. Клариссу похищают, она попадает в руки сарацин, но её спасает один из приближённых короля Арагона. Гарен против этого брака, и влюблённые пускаются в бегство. Они попадают в сарацинский плен, их заточают в башне крепости Альфалерн, но им удаётся спастись. Является с большой армией Гуон. Это кладёт конец всяким препятствиям этому браку, а также вражде Арагона и Наварры. Гарен мирится с сыном, и молодые празднуют свадьбу.